# Rwenzoriotterspitsmuis
De rwenzoriotterspitsmuis (Micropotamogale ruwenzorii)  is een zoogdier uit de familie van de otterspitsmuizen (Potamogalidae). De wetenschappelijke naam van de soort werd voor het eerst geldig gepubliceerd door de Witte & Frechkop in 1955.

## Voorkomen
De soort komt voor rond het Rwenzorigebergte en ten westen van het Edwardmeer en het Kivumeer, in van Congo-Kinshasa, Oeganda en Rwanda.